# Typhlops hypsobothrius
Typhlops hypsobothrius este o specie de șerpi din genul Typhlops, familia Typhlopidae, descrisă de Werner 1917. Conform Catalogue of Life specia Typhlops hypsobothrius nu are subspecii cunoscute.